# 伊藤園レディスゴルフトーナメント
伊藤園レディスゴルフトーナメント（いとうえんレディスゴルフトーナメント）は、1985年から飲料メーカーの株式会社伊藤園が主催する、日本女子プロゴルフ協会公認の女子ゴルフトーナメントの一つである。第1回大会は静岡県のリバー富士カントリークラブで開催し、1994年の第10回大会からは千葉県のグレートアイランド倶楽部に会場を移した。開始当初は毎年8月第4週の開催だったが、現在は毎年11月上旬もしくは中旬に開催されている。2020年現在、賞金総額1億円、優勝賞金1800万円。

## 概要
1995年からコースのある地元長南町を中心としてボランティアによる運営を行い、2003年からはボランティア組織「伊藤園グリーンクラブ」を設置し、トーナメントの運営を進めている。2003年からギャラリーの入場料を無料にし、女子プロゴルフトーナメントの活性化を目指していたが、ギャラリーの増加に伴い、2006年から再び入場料を有料化し、その収入は全額社会福祉活動に寄付している。
ツアー終盤のビッグトーナメントとして位置づけられ、賞金女王争いやシード権争いとして大きな意味を持つ大会となっている。そのため例年そのシーズンを代表するプレーヤーが上位で活躍する展開となっている。

## テレビ中継
静岡県で開催されていた時はTBS系列での放送だったが、千葉県に舞台を移した1994年からはテレビ朝日系列での放送となる。2014年大会までの最終日は録画中継だったが、2015年大会以降は地上波で生中継し、延長時にはBS朝日でリレー放送されていたが、17年大会は再度録画中継となる。またCS放送のスカイAでは前半9ホールの模様を「スカイA ゴルフシリーズ」として生放送している。

## 大会歴代優勝者
※優勝者の氏名・国名・所属は当時
| 開催回 | 開催期間              | 優勝者名                   | スコア | 開催コース                 | 備考                                                                                         |
| ------ | --------------------- | -------------------------- | ------ | -------------------------- | -------------------------------------------------------------------------------------------- |
| 第40回 | 2024年11月8日 - 10日  | 山内日菜子                 | -14    | グレートアイランド倶楽部   |                                                                                              |
| 第39回 | 2023年11月10日 - 12日 | 西郷真央                   | -16    | グレートアイランド倶楽部   |                                                                                              |
| 第38回 | 2022年11月11日 - 13日 | 山下美夢有                 | -12    | グレートアイランド倶楽部   |                                                                                              |
| 第37回 | 2021年11月12日 - 14日 | 稲見萌寧                   | –17    | グレートアイランド倶楽部   | 新型コロナウイルス感染拡大の影響により 無観客試合として施行。                                |
| 第36回 | 2020年11月13日 - 15日 | 古江彩佳                   | –12    | グレートアイランド倶楽部   | 新型コロナウイルス感染拡大の影響により 無観客試合として施行。酒井美紀とのプレーオフ を制す。 |
| 第35回 | 2019年11月15日 - 17日 | 鈴木愛                     | -14    | グレートアイランド倶楽部   | 全美貞に次いで史上2人目の3週連続優勝。                                                       |
| 第34回 | 2018年11月9日 - 11日  | 黄アルム                   | -13    | グレートアイランド倶楽部   |                                                                                              |
| 第33回 | 2017年11月10日 - 12日 | 福田真未                   | -11    | グレートアイランド倶楽部   | プロ7年目が悲願のプロ初優勝。                                                                |
| 第32回 | 2016年11月11日 - 13日 | イ・ボミ                   | -10    | グレートアイランド倶楽部   | 笠りつ子とのプレーオフを制す。                                                               |
| 第31回 | 2015年11月13日 - 15日 | イ・ボミ                   | -14    | グレートアイランド倶楽部   |                                                                                              |
| 第30回 | 2014年11月14日 - 16日 | 前田陽子                   | -9     | グレートアイランド倶楽部   | 大城さつきとのプレーオフを制してプロ初優勝                                                   |
| 第29回 | 2013年11月15日 - 17日 | 横峯さくら                 | -10    | グレートアイランド倶楽部   |                                                                                              |
| 第28回 | 2012年11月9日 - 11日  | イ・ボミ                   | -12    | グレートアイランド倶楽部   | 有村智恵とのプレーオフを制す                                                                 |
| 第27回 | 2011年11月11日 - 13日 | 藤本麻子                   | -10    | グレートアイランド倶楽部   | プロ初優勝                                                                                   |
| 第26回 | 2010年11月12日 - 14日 | 佐伯三貴                   | -10    | グレートアイランド倶楽部   |                                                                                              |
| 第25回 | 2009年11月13日 - 15日 | 横峯さくら                 | -10    | グレートアイランド倶楽部   |                                                                                              |
| 第24回 | 2008年11月14日 - 16日 | 古閑美保                   | -13    | グレートアイランド倶楽部   | プロ通算10勝目                                                                               |
| 第23回 | 2007年11月9日 - 11日  | 北田瑠衣                   | -5     | グレートアイランド倶楽部   | 佐伯、茂木宏美とのプレーオフを制す                                                           |
| 第22回 | 2006年11月10日 - 12日 | 辛炫周（シン・ヒョンジュ） | -9     | グレートアイランド倶楽部   |                                                                                              |
| 第21回 | 2005年11月11日 - 13日 | 不動裕理                   | -7     | グレートアイランド倶楽部   |                                                                                              |
| 第20回 | 2004年11月12日 - 14日 | 大塚有理子                 | -4     | グレートアイランド倶楽部   | プロ初優勝。雨のため2日間競技に短縮。                                                        |
| 第19回 | 2003年11月14日 - 16日 | 不動裕理                   | -3     | グレートアイランド倶楽部   | 宮里藍のプロデビュー戦。                                                                     |
| 第18回 | 2002年11月15日 - 17日 | 不動裕理                   | -12    | グレートアイランド倶楽部   | プロ通算15勝目                                                                               |
| 第17回 | 2001年11月9日 - 11日  | ローラ・デービース         | -9     | グレートアイランド倶楽部   |                                                                                              |
| 第16回 | 2000年11月10日 - 12日 | 具玉姫（ク・オッキ）       | -8     | グレートアイランド倶楽部   | 不動とのプレーオフを制す。                                                                   |
| 第15回 | 1999年11月12日 - 14日 | 不動裕理                   | -9     | グレートアイランド倶楽部   | プロ初優勝                                                                                   |
| 第14回 | 1998年11月13日 - 15日 | 服部道子                   | -19    | グレートアイランド倶楽部   |                                                                                              |
| 第13回 | 1997年11月14日 - 16日 | ヘレン・アルフレッドソン   | -8     | グレートアイランド倶楽部   |                                                                                              |
| 第12回 | 1996年11月8日 - 10日  | ローラ・デービース         | -17    | グレートアイランド倶楽部   |                                                                                              |
| 第11回 | 1995年11月10日 - 12日 | ローラ・デービース         | -5     | グレートアイランド倶楽部   |                                                                                              |
| 第10回 | 1994年11月11日 - 13日 | ローラ・デービース         | -15    | グレートアイランド倶楽部   |                                                                                              |
| 第9回  | 1993年8月20日 - 22日  | 岡本綾子                   | -9     | リバー富士カントリークラブ |                                                                                              |
| 第8回  | 1992年8月21日 - 23日  | 中野晶                     | -7     | リバー富士カントリークラブ |                                                                                              |
| 第7回  | 1991年8月23日 - 25日  | 小田美岐                   | -8     | リバー富士カントリークラブ |                                                                                              |
| 第6回  | 1990年8月17日 - 19日  | 塩谷育代                   | -6     | リバー富士カントリークラブ |                                                                                              |
| 第5回  | 1989年8月18日 - 20日  | 涂阿玉                     | -8     | リバー富士カントリークラブ |                                                                                              |
| 第4回  | 1988年8月19日 - 21日  | 小田美岐                   | -7     | リバー富士カントリークラブ |                                                                                              |
| 第3回  | 1987年8月21日 - 23日  | 谷福美                     | -11    | リバー富士カントリークラブ |                                                                                              |
| 第2回  | 1986年8月22日 - 24日  | 黄玥珡                     | -8     | リバー富士カントリークラブ |                                                                                              |
| 第1回  | 1985年8月23日 - 25日  | 涂阿玉                     | -15    | リバー富士カントリークラブ |                                                                                              |

## 参考
- 日本女子プロゴルフ協会 伊藤園レディスゴルフトーナメント[リンク切れ]